# Roždanik
Roždanik falu Horvátországban, Sziszek-Monoszló megyében. Közigazgatásilag Novszkához tartozik.

## Fekvése
Sziszek városától légvonalban 58, közúton 76 km-re, községközpontjától 9 km-re délkeletre, az A3-as autópálya mentén, Jazavica és Rajić között fekszik.

## Története
A település már a középkorban is létezett, feltehetően a török pusztította el a 16. században Szent Tamás apostolnak szentelt templomával együtt. 16. századi sírok kerültek elő a falu határában a Szent Rókus-kápolna mellől is. A 17. században telepítették be újra, ekkor építették a kápolnát is. 1773-ban az első katonai felmérés térképén „Dorf Rosdanik” néven szerepel. 1857-ben 223, 1910-ben 419 lakosa volt. Pozsega vármegye Novszkai járásához tartozott. 1918-ban az új Szerb–Horvát–Szlovén Királyság, majd később Jugoszlávia része lett. A II. világháború idején a Független Horvát Állam része volt. A háború után enyhült a szegénység és sok ember talált munkát a közeli városokban. 1991-ben a délszláv háború előestéjén lakosságának 94%-a horvát, 5%-a szerb nemzetiségű volt. 1991. június 25-én a független Horvátország része lett. A településnek 2011-ben 262 lakosa volt.

## Népesség
| Lakosság változása | Lakosság változása | Lakosság változása | Lakosság változása | Lakosság változása | Lakosság változása | Lakosság változása | Lakosság változása | Lakosság változása | Lakosság változása | Lakosság változása | Lakosság változása | Lakosság változása | Lakosság változása | Lakosság változása | Lakosság változása |
| ------------------ | ------------------ | ------------------ | ------------------ | ------------------ | ------------------ | ------------------ | ------------------ | ------------------ | ------------------ | ------------------ | ------------------ | ------------------ | ------------------ | ------------------ | ------------------ |
| 1857               | 1869               | 1880               | 1890               | 1900               | 1910               | 1921               | 1931               | 1948               | 1953               | 1961               | 1971               | 1981               | 1991               | 2001               | 2011               |
| 223                | 210                | 246                | 321                | 391                | 419                | 413                | 408                | 406                | 404                | 422                | 385                | 371                | 330                | 291                | 262                |

## Nevezetességei
- Szent Rókus tiszteletére szentelt római katolikus kápolnája a Jazavica felé eső határszélén az út mellett áll. A kápolna a 17. században épült, de mivel a régészeti feltárás során közelében 16. századi sírokat is találtak feltételezhetően itt már korábban is templom állt. 1991-ben a délszláv háború során lerombolták. Csodálatos módon a romok alatt megmaradtak a 17. századi szobrok.  A kápolnát a közelmúltban teljesen újjáépítették.
- A középkori Szent Tamás templom maradványai a Kovačevac-patak szurdokában.